# مروسیانین
مروسیانین (به انگلیسی: Merocyanine) با فرمول شیمیایی C۲۶H۳۲N۳NaO۷S یک ترکیب شیمیایی با شناسه پاب‌کم ۲۳۶۷۸۸۰۲ است. که جرم مولی آن ۵۵۳٫۶۰ g/mol می‌باشد.